# 横須賀市立粟田小学校
横須賀市立粟田小学校（よこすかしりつ あわだしょうがっこう）とは、神奈川県横須賀市ハイランドにある市立小学校。

## 沿革
- 1973年（昭和48年） - 横須賀市立北下浦小学校から分離、開校。
- 1979年（昭和54年） - 横須賀市立神明小学校が分離。

## 通学区域
2014年度は以下の通りである。
- ハイランド2丁目、3丁目
- 粟田
- 光の丘

## 進学先中学校
- 横須賀市立岩戸中学校 - 光の丘
- 横須賀市立野比中学校 - ハイランド2丁目、3丁目、粟田

また、公立学校選択制により、以下の学校も選択できる。
- 岩戸中学校が通学区域の地域
  - 横須賀市立久里浜中学校
  - 横須賀市立神明中学校
  - 横須賀市立野比中学校
  - 横須賀市立北下浦中学校
  - 横須賀市立長沢中学校
  - 横須賀市立大矢部中学校
  - 横須賀市立武山中学校

- 野比中学校が通学区域の地域
  - 横須賀市立岩戸中学校
  - 横須賀市立久里浜中学校
  - 横須賀市立神明中学校
  - 横須賀市立北下浦中学校
  - 横須賀市立長沢中学校

## 周辺施設
- 横須賀リサーチパーク
- 横須賀粟田簡易郵便局

## 交通
- 京浜急行バス 粟田バス停より徒歩

## 著名な出身者
- 石川直宏（サッカー選手・FC東京）